# 콜린 피츠패트릭
콜린 피츠패트릭(Colleen Fitzpatrick, 1969년 7월 20일 ~ )은 미국의 배우이자 가수이다. 가수로 활동할 때는 Vitamin C(비타민 C)라는 예명으로 활동한다.

## 출연작
- 드라큐라 2000 (2000) - 루시